# Sabadel-Lauzès
Sabadel-Lauzès is een gemeente in het Franse departement Lot (regio Occitanie) en telt 94 inwoners (2009). De plaats maakt deel uit van het arrondissement Cahors.

## Geografie
De oppervlakte van Sabadel-Lauzès bedraagt 8,9 km², de bevolkingsdichtheid is dus 10,6 inwoners per km².
De onderstaande kaart toont de ligging van Sabadel-Lauzès met de belangrijkste infrastructuur en aangrenzende gemeenten.

## Demografie
Onderstaande figuur toont het verloop van het inwonertal (bron: INSEE-tellingen).